# Transpiracija
Transpiracija je isparavanje vode iz biljaka, pogotovo lišća, a i isparavanje vode iz stabljike, cvijeća i voća. 
Transpiracija se odvija kroz puči lista, tj. kroz otvor u lisnoj epidermi koji omogućuje izmjenu plinova između vanjskog svijeta i parenhima lista. Transpiracija omogućava protok hranjivih tvari od korijena do gornjeg dijela biljke, u kojima je smanjen hidrostatski tlak zbog isparavanja vode i kao rezultat toga voda s otopljenim tvarima putuje prema lišću. 
Regulira se otvaranjem i zatvaranjem puči listova. Količina vode koju biljka gubi transpiracijom ovisi o intenzitetu svjetlosti, temperaturi, vlazi, vjetru i veličini biljke. Također količina vode u tlu i zraku, te temperatura tla utječu na otvorenost puči listova, a time i na isparavanje.